# Verwaltungsgliederung Dänemarks
Die Verwaltungsgliederung Dänemarks umfasst seit dem 1. Januar 2007 fünf Regionen und 98 Kommunen. Die Amtsbezirke/Kreise (amt) wurden im Zuge einer Kommunalreform abgeschafft. Ihre Zuständigkeiten wurden auf Regional- und kommunale Ebene verteilt.

## Regionen

Dänemarks Regionen (seit 2007)

Seit 1. Januar 2007 gibt es fünf Regionen, Einwohnerzahl Stand 1. Januar 2023:
| Region                                                                | Verwaltungssitz | gebildet aus | Einwohnerzahl |
| --------------------------------------------------------------------- | --------------- | --- | ------------- |
| Nordjylland (Nordjütland)                                             | Aalborg         | dem ehemaligen Nordjyllands Amt, der Mariager Kommune des ehemaligen Århus Amtes und Teilen des ehemaligen Viborg Amtes                        | 594.634       |
| Midtjylland (Mitteljütland)                                           | Viborg          | dem ehemaligen Ringkjøbing Amt, dem Århus Amt ohne die Mariager Kommune und Teilen der ehemaligen Ämter Viborg und Vejle                       | 1.358.879     |
| Syddanmark (Süddänemark)                                              | Vejle           | den ehemaligen Ämtern Fyn, Ribe und Sønderjylland (Nordschleswig) sowie Teilen des ehemaligen Amtes Vejle                                      | 1.237.413     |
| Sjælland (Seeland einschließlich der Inseln Møn, Lolland und Falster) | Sorø            | den ehemaligen Ämtern Roskilde, Storstrøm und Vestsjælland                                                                                     | 849.857       |
| Hovedstaden (Hauptstadt Kopenhagen und Umgebung zuzüglich Bornholm)   | Hillerød        | dem ehemaligen Københavns Amt und dem ehemaligen Frederiksborg Amt sowie den ehemals amtsfreien Kommunen København, Frederiksberg und Bornholm | 1.891.871     |

Hauptaufgaben der Regionen sind:
- Krankenhäuser
- Öffentliche Krankenversicherung (Rückerstattung der Behandlungskosten bei Haus- und Fachärzten)
- Psychiatrie
- Angebote für Schwerbehinderte
- Regionale Entwicklungsrahmen für die Bereiche Natur, Umwelt, Unterricht und Kultur. Die praktische Umsetzung obliegt den Kommunen.

Im Vergleich zu den früheren Amtsbezirken sind die Aufgaben der Regionen eingeschränkt. Die Regionen haben kein selbständiges Besteuerungsrecht mehr, sondern werden durch staatliche Schlüsselzuweisungen finanziert.

## Kommunen
| Einwohnerzahl     | Anzahl Gemeinden | Anzahl Gemeinden | Anzahl Gemeinden |
| Einwohnerzahl     | Vor 1. Apr. 1970 | Ab 1. Apr. 1974  | Ab 1. Jan. 2007  |
| ----------------- | ---------------- | ---------------- | ---------------- |
| > 150.000         | 1                | 4                | 4                |
| 100.000 – 150.000 | 3                | 1                | 2                |
| 40.000 – 100.000  | 10               | 18               | 50               |
| 20.000 – 40.000   | 22               | 25               | 35               |
| 15.000 – 20.000   | 13               | 2                | 0                |
| 10.000 – 15.000   | 22               | 41               | 3                |
| 3.000 – 10.000    | 206              | 160              | 3                |
| < 3.000           | 821              | 2                | 1                |
| Insgesamt         | 1.098            | 275              | 98               |

Dänemarks 98 Kommunen (seit 2007)

Unter der regionalen Ebene ist das Land in 98 Kommunen eingeteilt. Mit einer typischen Größe von über 30.000 Einwohnern gehören die dänischen Kommunen zu den drittgrößten (1. Großbritannien, 2. Irland) europa- und weltweit. 25 Kommunen haben weniger als 30.000 Einwohner (2010). Die kleinsten Kommunen (2025) sind Lemvig und Vallensbæk mit weniger als 18.800 Einwohnern, Dragør, unter 14.500, sowie Morsø mit 19.500 Einwohnern, Langeland mit weniger als 12.000, Ærø, unter 6.000, Samsø, unter 3.700, Fanø, unter 3.300 und Læsø, unter 1.720 Einwohnern; die letzten sechs bilden aber als Inseln Sonderfälle.
Mit der Vergrößerung der Kommunen 2007 wurden die kommunalen Aufgaben erweitert. Dadurch sollte den Kommunen ermöglicht werden, den öffentlichen Dienst weiter auszubauen und zu rationalisieren. Jedoch befürchteten Gegner, dass der Abstand zwischen Bürgern und Kommunalpolitikern zu groß werden könnte und dass besonders Landgebiete und Dörfer infolge von Einsparungsmaßnahmen leiden könnten. So fürchtet der Verband dänischer Kleininseln Folgen wie Schulschließungen, verringerte Seniorenpflege, Einschränkungen im Fährverkehr und Einschränkungen bei der Unterhaltung der Deiche.
Als einzige Gebiete in Dänemark stehen Christiansø und Frederiksø außerhalb der Gemeindeeinteilung. Demzufolge zahlen die Einwohner keine Kommunalsteuer. Die Inseln sind dem Verteidigungsministerium unterstellt, das durch einen Administrator auf Christiansø vertreten ist.

## Historische Verwaltungsgliederungen

### Älteste Strukturen

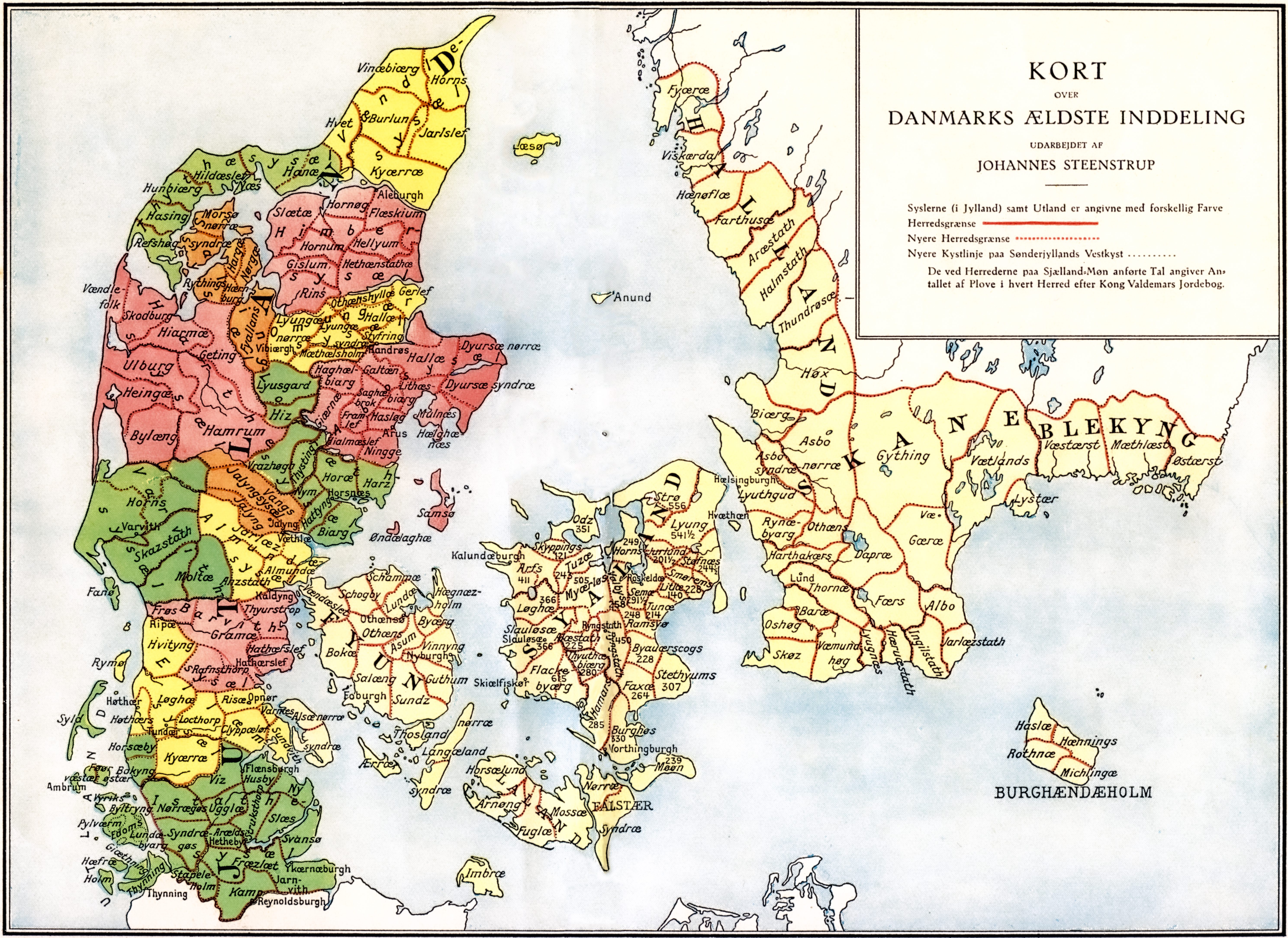
Mittelalterliche Einteilung in Syssel.

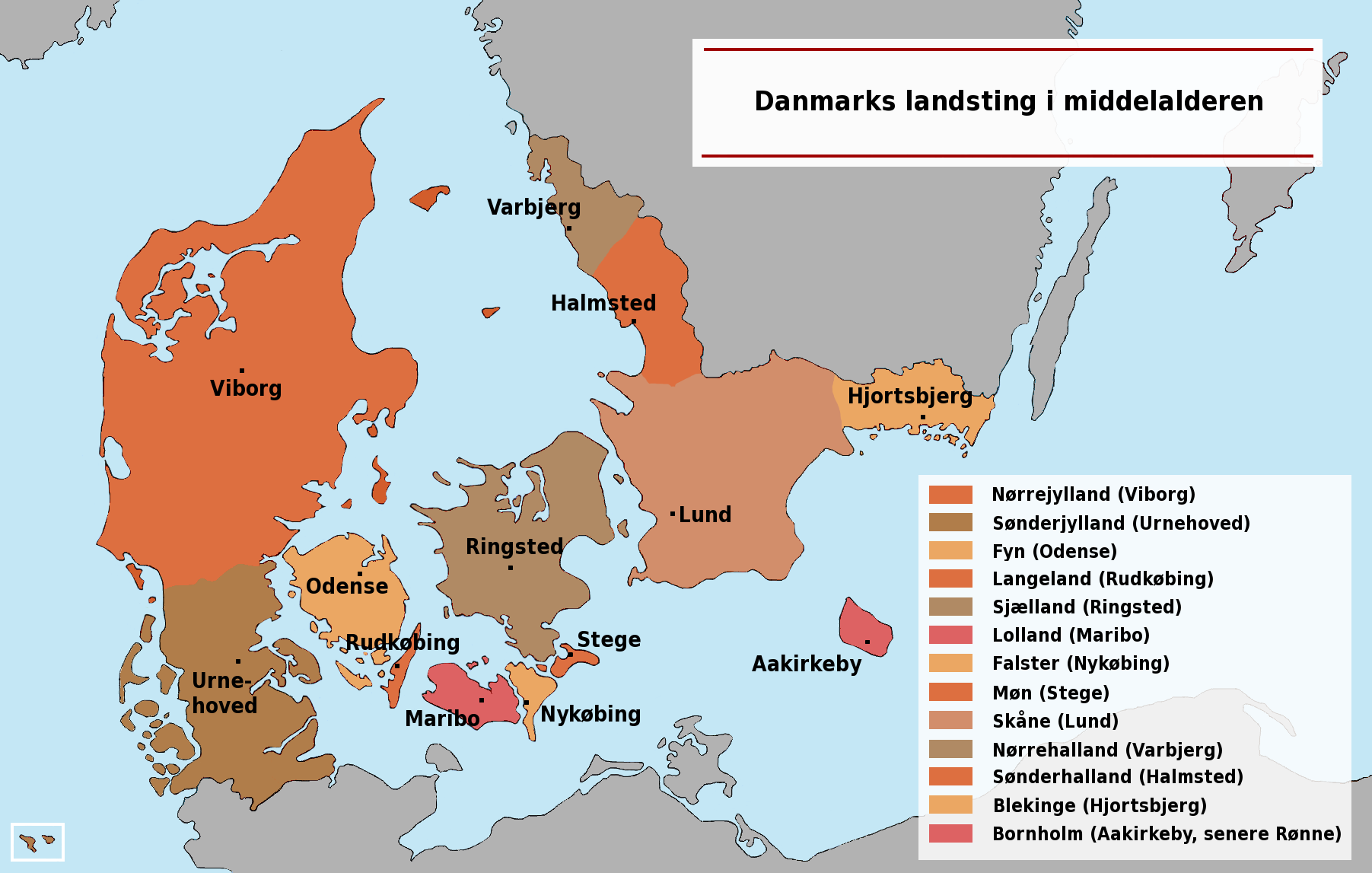
Die Landstinge im Mittelalter

Älteste Einteilung des Landes waren die Syssel und Harden, die schon in der frühen Wikingerzeit entstanden. Die oberhalb der Hardentinge angesiedelten Landstinge bestanden in Viborg (Nørrejylland), in Urnehoved (Sønderjylland), in Ringsted (Dänische Inseln) und in Lund (Skåneland). Im Mittelalter folgte die Einteilung in Lehen nach feudalem Muster, meistens einem Herrensitz untergeordnet. Um 1200 bildete sich das Herzogtum Schleswig heraus, das dem Königreich als königlich-dänisches Lehen weiter verbunden blieb, aber zum Teil eigene Verwaltungsstrukturen entwickelte (siehe Ämter und Harden in Schleswig).

### Bistümer (ab 10. Jahrhundert)
| Gründung | Bistum                 | Domstadt   | Gebiet                                                                 | Anmerkung |
| -------- | ---------------------- | ---------- | ---------------------------------------------------------------------- | --- |
| 948      | Bistum Schleswig       | Schleswig  | Schleswig/Süderjütland                                                 | Zur Zeit der Landesteilungen 1490–1523 / 1544–1711 umfasste das Bistum sowohl die königlichen, die herzoglichen und gemeinsam regierten Anteile in Schleswig, sofern nicht zum Bistum Ripen gehörig. 1864/67 preußisch |
| 948      | Bistum Ripen           | Ribe       | Westjütland                                                            | |
| 948      | Bistum Århus           | Århus      | Ostjütland                                                             | |
| 988      | Bistum Fünen           | Odense     | Fünen, Langeland; Lolland und Falster bis 1803; Ærø und Alsen bis 1815 | |
| 991      | Bistum Roskilde        | Roskilde   | Sjælland, Møn und ab 1653 Bornholm                                     | 1536–1922 „Bistum Seeland“, 1922 Bistum Kopenhagen ausgegliedert |
| 1060     | Bistum Viborg          | Viborg     | Mitteljütland                                                          | |
| 1060     | Bistum Aalborg         | Aalborg    | Nordjütland                                                            | Anfangs „Bistum Vendelbo“ mit Bischofssitz in Vestervig, ab 1130er „Bistum Børglum“ mit Sitz in Børglum. 1554 Bistum Aalborg                                                                                           |
| 1066     | Bistum Lund            | Lund       | Schonen, Halland, Blekinge, Bornholm                                   | 1103 Erzbistum. 1653 an Schweden, Bornholm zum Bistum Seeland |
| 1803     | Bistum Lolland-Falster | Maribo     | Lolland, Falster                                                       | aus dem Bistum Fünen ausgegliedert |
| 1819     | Bistum Alsen-Ærø       | Egen       | Alsen, Ærø                                                             | Aus dem Bistum Fünen ausgegliedert. Alsen 1864/67 preußisch und unter Schleswig, Ærø zum Bistum Fünen |
| 1922     | Bistum Kopenhagen      | Kopenhagen | Ostseeland                                                             | |
| 1922     | Bistum Hadersleben     | Haderslev  | Östliches Süd- und Süderjütland, Alsen, Ærø                            | An Dänemark abgetretene Gebiete 1920–22 übergangsweise unter Ribe |
| 1961     | Bistum Helsingør       | Helsingør  | Nördliches Seeland                                                     | Aus dem Bistum Kopenhagen ausgegliedert |

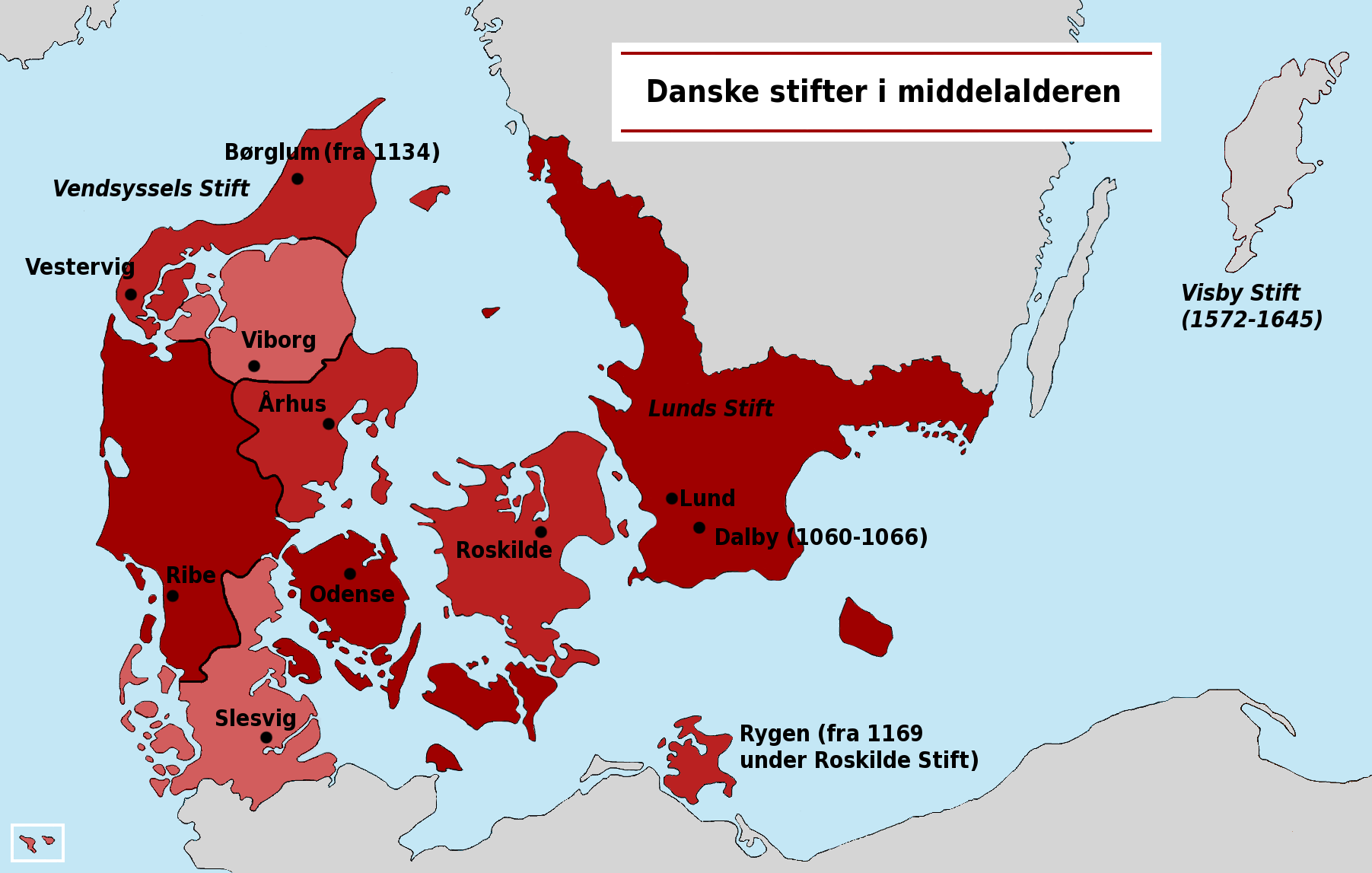
Dänische Bistümer im Mittelalter

Mit der Reformation wurden die Bistümer 1536 in Propsteien unterteilt, deren Grenzen sich an den Harden orientierten.

### 17. und 18. Jahrhundert
Nach der Einführung des Absolutismus ließ König Friedrich III. Dänemark und Norwegen 1662 in Ämter (dän. amt) gliedern.
| Nr. | Amtsbezirk                     | Nr. | Amtsbezirk           | Nr. | Amtsbezirk        |
| --- | ------------------------------ | --- | -------------------- | --- | ----------------- |
| 1   | Åstrup, Sejlstrup, Børglum Amt | 16  | Koldinghus Amt       | 31  | Ringsted Amt      |
| 2   | Dueholm, Ørum, Vestervig Amt   | 17  | Stjernholm Amt       | 32  | Korsør Amt        |
| 3   | Ålborghus Amt                  | 18  | Hindsgavl Amt        | 33  | Antvorskov Amt    |
| 4   | Skivehus Amt                   | 19  | Assens Amt           | 34  | Sorø Amt          |
| 5   | Mariager Klosters Amt          | 20  | Rugård Amt           | 35  | Sæbygård Amt      |
| 6   | Hald Amt                       | 21  | Odensegård Amt       | 36  | Kalundborg Amt    |
| 7   | Dronningborg Amt               | 22  | Nyborg Amt           | 37  | Holbæk Amt        |
| 8   | Bøvling Amt                    | 23  | Tranekær Amt         | 38  | Dragsholm Amt     |
| 9   | Lundenæs Amt                   | 24  | Halsted Klosters Amt | 39  | Jægerspris Amt    |
| 10  | Silkeborg Amt                  | 25  | Ålholm Amt           | 40  | Kronborg Amt      |
| 11  | Kalø Amt                       | 26  | Nykøbing Amt         | 41  | Frederiksborg Amt |
| 12  | Skanderborg Amt                | 27  | Møn Amt              | 42  | Hørsholm Amt      |
| 13  | Havreballegård Amt             | 28  | Vordingborg Amt      | 43  | Københavns Amt    |
| 14  | Åkær Amt                       | 29  | Tryggevælde Amt      | 44  | Bornholms Amt     |
| 15  | Riberhus Amt                   | 30  | Roskilde Amt         |     |                   |

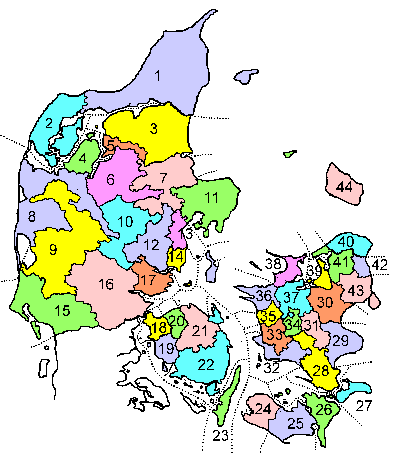
Dänemarks Ämter 1662–1793

Für das als Lehen und in Personalunion mit Dänemark verbundene Herzogtum Schleswig siehe den Artikel Ämter und Harden in Schleswig.

### Von 1793 bis 1970
Nach Bildung des dänischen Gesamtstaates wurden die Ämter 1793 vergrößert und neu zugeschnitten. Diese Gliederung wurde bis 1970 im Wesentlichen beibehalten.

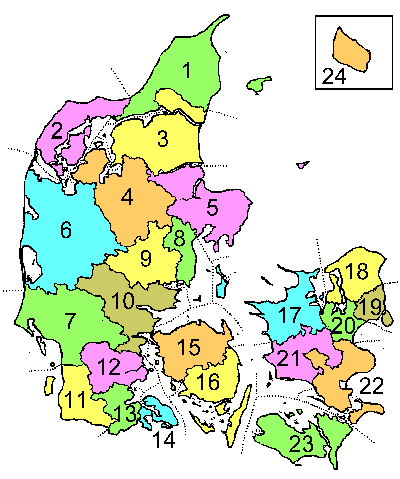
Dänemarks Ämter 1920–1970.
Nr. 13 u. 14 wurden 1932 zusammengelegt

| Nr. | Amtsbezirk     | Nr. | Amtsbezirk                | Nr. | Amtsbezirk           |
| --- | -------------- | --- | ------------------------- | --- | -------------------- |
| 01  | Hjørring Amt   | 09  | Skanderborg Amt (ab 1824) | 17  | Holbæk Amt           |
| 02  | Thisted Amt    | 10  | Vejle Amt                 | 18  | Frederiksborg Amt    |
| 03  | Ålborg Amt     | 11  | Tønder Amt1               | 19  | Københavns Amt       |
| 04  | Viborg Amt     | 12  | Haderslev Amt1            | 20  | Roskilde Amt (bis 1808, danach zu Københavns Amt)                     |
| 05  | Randers Amt    | 13  | Aabenraa Amt1,2           | 21  | Sorø Amt             |
| 06  | Ringkøbing Amt | 14  | Sønderborg Amt1,2         | 22  | Præstø Amt (ab 1803) |
| 07  | Ribe Amt       | 15  | Odense Amt                | 23  | Maribo Amt           |
| 08  | Århus Amt      | 16  | Svendborg Amt             | 24  | Bornholms Amt        |

1 Die Einrichtung dieser Ämter 1920 folgte auf die Abtretung Nordschleswigs an Dänemark aufgrund einer Bestimmung des Versailler Vertrags.
2 Sønderborg Amt und Aabenraa Amt wurden 1932 teilweise zum Aabenraa-Sønderborg Amt zusammengelegt.

### Von 1970 bis 2006
Am 1. April 1970 wurden die 22 Ämter auf 14 reduziert und als Amtskommunen neu definiert. Die Kommunen Kopenhagen und Frederiksberg übten wegen ihrer besonderen Voraussetzungen (großstädtischer Ballungsraum) die amtskommunalen Aufgaben selbst aus.
Gleichzeitig wurde mit dieser Reform die Zahl der Kommunen reduziert. Die Kommunen waren im Jahr 1841 eingerichtet worden, damals 1021. Hinzu kamen die Städte mit Marktrecht (dän. købstad). Die Anzahl der Städte und Landgemeinden hatte 1965 ihren Höchststand von 1345 (88 Städte und 1257 Landgemeinden) erreicht. Mit der Kommunalreform 1970 verschwand der Titel Købstad aus dem offiziellen Vokabular, die Harden (dän. herred) wurden ebenfalls abgeschafft und die Zahl der Kommunen nach einigen freiwilligen Zusammenschlüssen Ende der 1960er Jahre von noch 1098 auf 277 reduziert. 1974 wurden die Kommunen Sengeløse und Høje-Taastrup zu Høje-Taastrup Kommune sowie Store Magleby und Dragør zur Dragør Kommune zusammengelegt. Die Anzahl der Kommunen betrug somit 275.
| Wappen | Name                                         | lfd. Nr. zugleich ISO-Code (Karte) | Verwaltungssitz | Geografische Lage                  | Bevölkerung (2006) | Fläche in km² | Einwohner pro km² |
| ------ | -------------------------------------------- | ---------------------------------- | --------------- | ---------------------------------- | ------------------ | ------------- | ----------------- |
|        | Københavns Kommune Amtsfreie Stadt           | 101                                | Kopenhagen      | Ost-Seeland                        | 501.158            | 91,3          | 5.489,1           |
|        | Frederiksbergs Kommune Amtsfreie Stadt       | 147                                | Frederiksberg   | Enklave in der Københavns Kommune  | 91.855             | 8,7           | 10.560,5          |
|        | Københavns Amt                               | 015                                | Glostrup        | Umland von Kopenhagen              | 618.529            | 526           | 1.175,9           |
|        | Frederiksborg Amt                            | 020                                | Hillerød        | Nord-Seeland                       | 378.686            | 1.347         | 281,1             |
|        | Roskilde Amt                                 | 025                                | Roskilde        | Mittel-Seeland                     | 241.523            | 891           | 271               |
|        | Vestsjællands Amt                            | 030                                | Sorø            | West-Seeland                       | 307.207            | 2.984         | 103               |
|        | Storstrøms Amt                               | 035                                | Nykøbing        | Süd-Seeland, Lolland, Falster, Møn | 262.781            | 3.398         | 77,3              |
|        | Fyns Amt                                     | 042                                | Odense          | Fünen, Langeland, Ærø              | 478.347            | 3.485         | 137,2             |
|        | Sønderjyllands Amt                           | 050                                | Aabenraa        | Süd-Jütland, Rømø, Alsen           | 252.433            | 3.939         | 64,1              |
|        | Ribe Amt                                     | 055                                | Ribe            | Südwest-Jütland                    | 224.261            | 3.132         | 71,6              |
|        | Vejle Amt                                    | 060                                | Vejle           | Südost-Jütland                     | 360.921            | 2.997         | 120,4             |
|        | Ringkjøbing Amt                              | 065                                | Ringkøbing      | West-Jütland                       | 275.065            | 4.854         | 56,7              |
|        | Viborg Amt                                   | 076                                | Viborg          | Nordwest-Jütland                   | 234.896            | 4.122         | 57                |
|        | Nordjyllands Amt                             | 080                                | Ålborg          | Nord-Jütland                       | 495.090            | 6.173         | 80,2              |
|        | Århus Amt                                    | 070                                | Århus           | Nordost-Jütland                    | 661.370            | 4.561         | 145               |
|        | Bornholms Amt ab 1. Jan. 2003 Regionskommune | 040                                | Rønne           | Insel Bornholm                     | 43.245             | 587           | 73,6              |
|        | gesamt                                       |                                    |                 |                                    | 5.427.459          | 43.093        | 125,9             |

Anmerkung: Ringkjøbing Amt wurde offiziell anders geschrieben als sein Verwaltungssitz Ringkøbing.

### Fusionen bis Ende 2006 und große Kommunalreform
Von 1975 bis 31. Dezember 2006 wurden viele Änderungen diskutiert, jedoch nur wenige durchgeführt. So wurden in den letzten Jahren die relativ kleinen und finanzschwachen Kommunen der Inseln Bornholm (fünf Kommunen, 2003) bzw. Ærø (zwei Kommunen, 2006) zu inselweiten Kommunen zusammengelegt. Bornholms Amt, das als Amtsbezirk seit 1662 unverändert bestanden hatte, wurde dabei am 1. Januar 2003 zur amtsfreien „Regionskommune“ Bornholms Regionskommune. Damit verblieben noch 270 Kommunen und 13 Amtskommunen (Kreise).
Auf Langeland wurden 1992 und 2000 zwei Volksabstimmungen in den drei Kommunen der Insel abgehalten. Ein Grund war, eine befürchtete mögliche Zusammenlegung mit Svendborg Kommune zu vermeiden. Sydlangeland Kommune war in beiden gegen eine Zusammenlegung. Am 12. Februar 2003 gab es nur in der Sydlangeland Kommune eine Volksabstimmung. Die letzte war positiv für eine Zusammenlegung, die aber erst im Zuge der landesweiten Kommunalreform zum 1. Januar 2007 umgesetzt wurde.
Bei dieser Reform blieben nur 30 der seit 1974 bestehenden 268 Kommunen unverändert (darunter Bornholm und Ærø, die ja erst wenige Jahre zuvor eingerichtet worden waren). Die übrigen 238 Kommunen wurden zu 66 Großkommunen zusammengefasst, so dass nun zusammen mit den zwei 2003 und 2006 entstandenen und den 30 unangetasteten Kommunen Dänemark in 98 Kommunen aufgeteilt ist. Gleichzeitig wurden die Amtskommunen (Kreise) abgeschafft. Neu eingerichtet wurden fünf Regionen. Im Vergleich zu den früheren Amtsbezirken sind die Aufgaben der Regionen eingeschränkt. Die Regionen haben kein selbständiges Besteuerungsrecht mehr, sondern werden durch staatliche Schlüsselzuweisungen finanziert. Andere Kompetenzen wurden auf die Kommunen übertragen.